# TFPT
TFPT‏ (TCF3 (E2A) fusion partner (In childhood Leukemia), isoform CRA_b) هوَ بروتين يُشَفر بواسطة جين TFPT في الإنسان.